# Lesche von Mühlheim

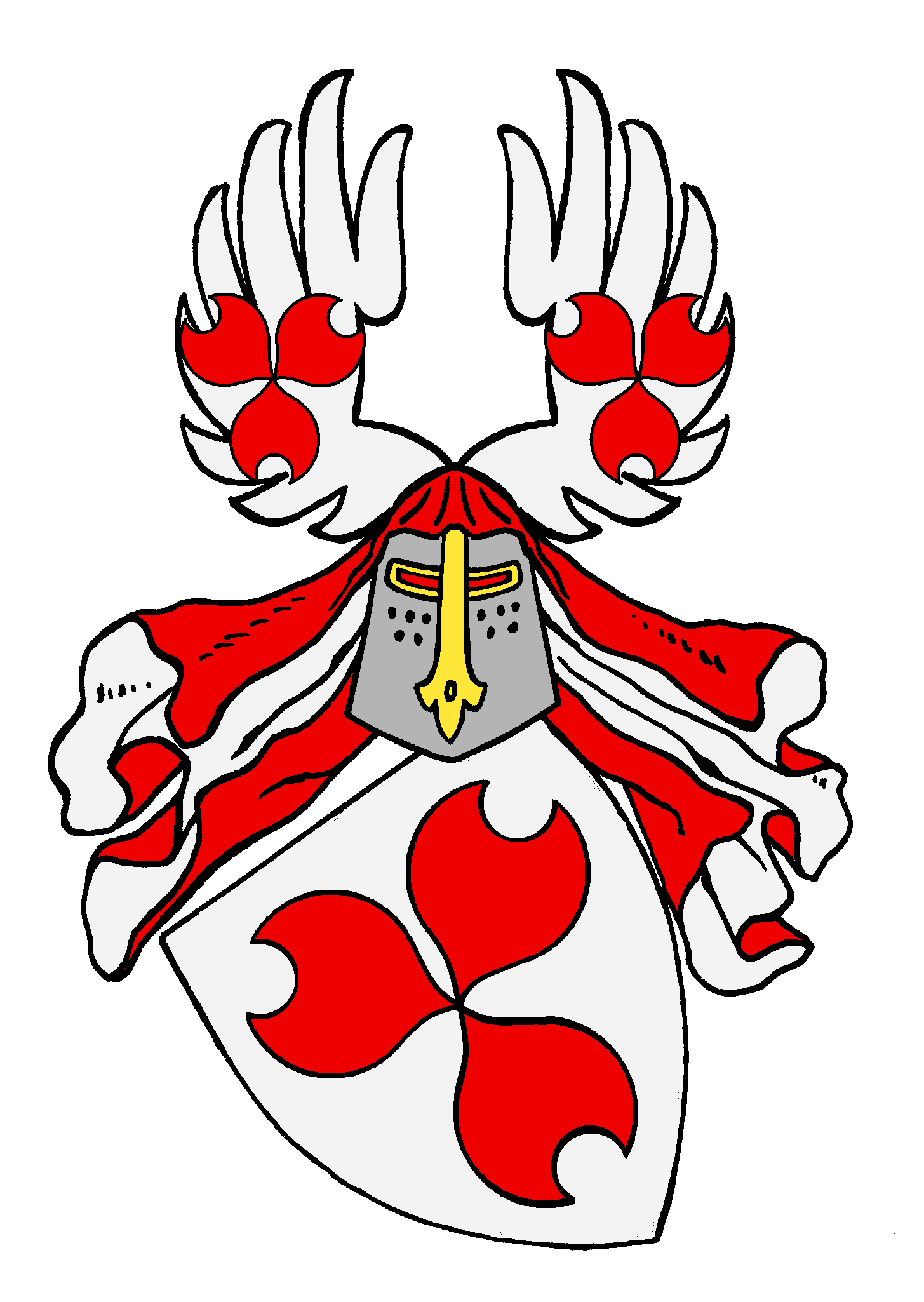
Stammwappen der Lesch von Mülheim

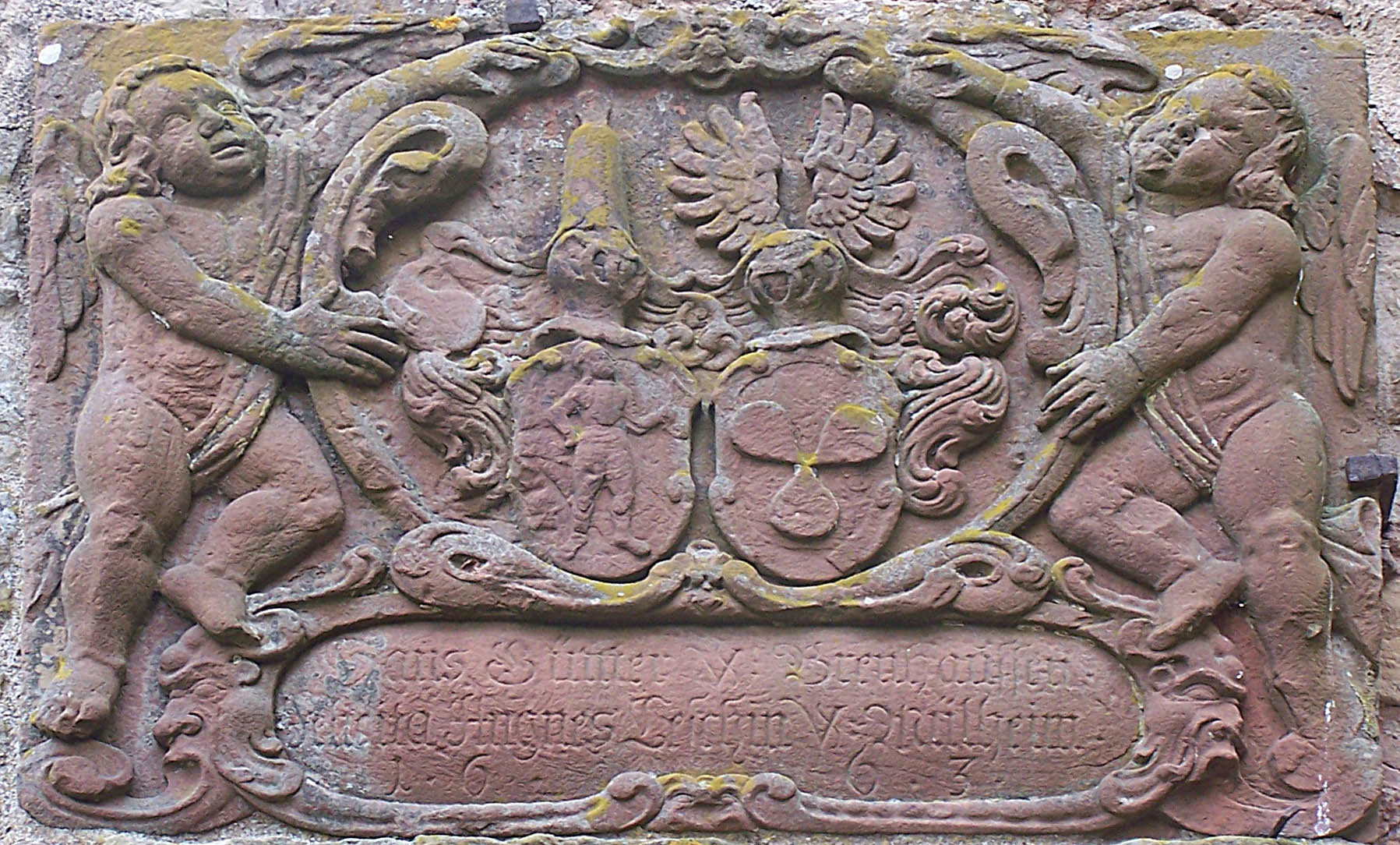
Wappen des Hans Günther von Brennhausen und zweiter Frau, Felicitas Agnes Leschin von Mülheim, 1663

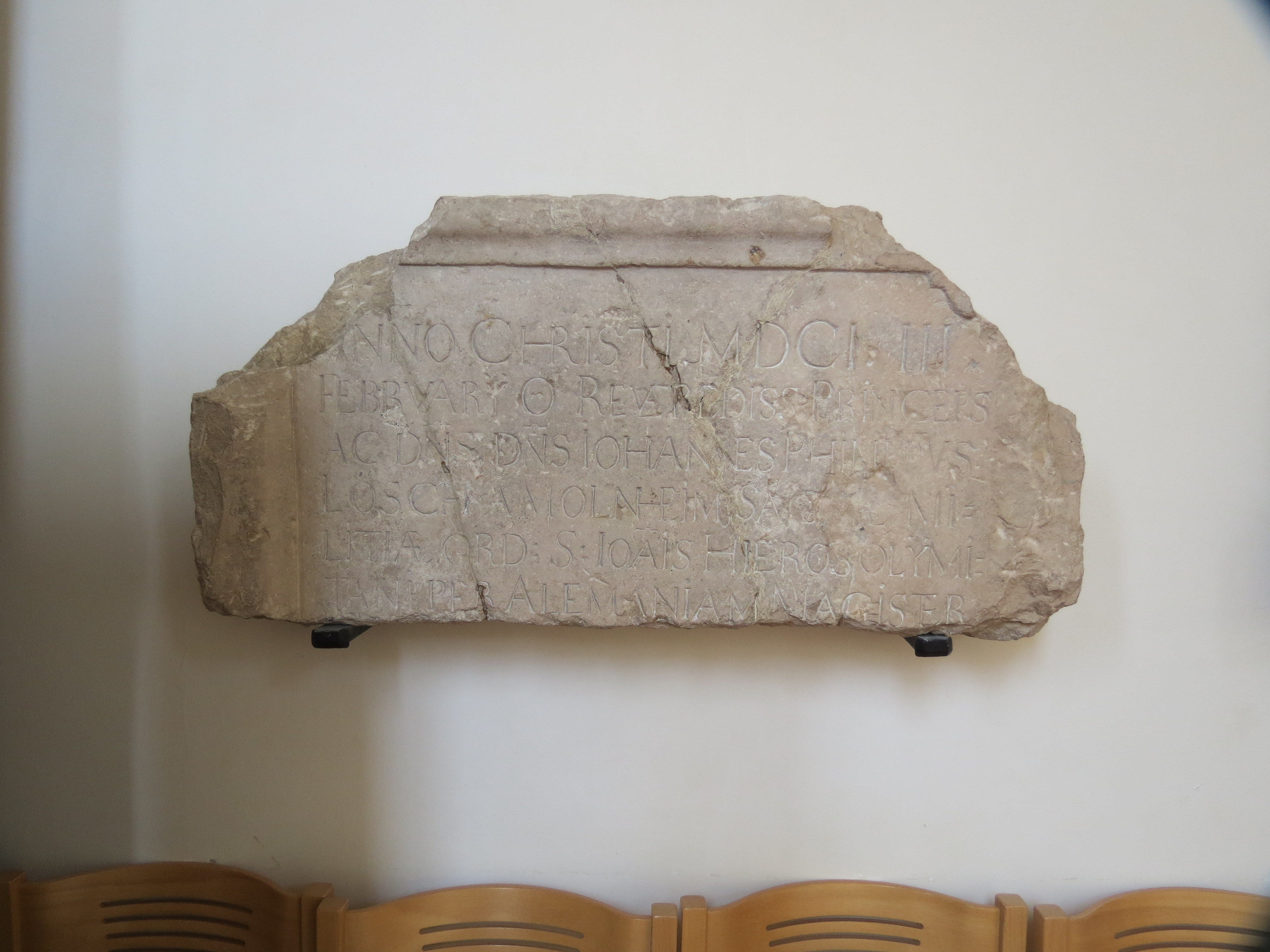
Epitaph von Johann Philipp Lesch von Mühlheim in der Johanneskirche in Villingen

Lesche von Mühlheim ist der Name eines Rittergeschlechts, das in Mulenheim, der Vorgängergemeinde von Hermannstein ein Gut besaß.

## Geschichte
Die Lesche waren Burgmannen auf Burg Kalsmunt und Burg Gleiberg.
Das Geschlecht erscheint erstmals urkundlich 1240 mit Gerlacus Lesche, miles, und 1258 wird Gerlach Lesch als Zeuge über Güter in Mulenheim genannt. Er dürfte der gleiche Gerhard Lesch sein, der in den 1260er Jahren Ritter und Burgmann auf Burg Kalsmunt in Wetzlar war. 1283 wurde er zum Forstmeister über die Wälder des Wetzlarer Stifts ernannt. Die sichere Stammreihe beginnt mit Werner Lesch von Mülheim (urkundlich 1366–1398).
Zu Beginn des 15. Jahrhunderts kauften Werner und Gottfried Lesch Anteile an der Ganerbschaft Vetzberg und wurden dadurch Vasallen des Grafen von Nassau-Saarbrücken. Sie waren ebenfalls Lehnsmänner des hessischen Landgrafen. Die Vetzberger Ganerben waren auch Raubritter, die Kaufleute auf ihrem Weg zwischen Köln und Frankfurt ausplünderten. 1444 entschuldigte sich Gottfried Lesch beim Rat der Stadt Frankfurt wegen eines Überfalls auf Frankfurter Wagen. 1454 schlossen die Vetzberger Ganerben mit Frankfurt den Burgfrieden von Vetzberg, den auch Henne Lesch von Mohlenheim unterzeichnete.
In der zweiten Hälfte des 15. Jahrhunderts war ein Henne Lesch von Mulenheim Amtmann in Meerenberg. Durch seine Frau Kunigunde von Rodheim erhielt er Besitz in Rodheim-Bieber, darunter auch den Schmitte-Hof, eine ehemalige Waldschmiede. Dieser Hof erhielt später den Namen von Mohlheim, wahrscheinlich als Erinnerung an den Ursprungsort der Lesche.
1532 wurde Marx Lesch, der Sohn des Henne Lesch, mit einem Hof in Rodheim belehnt. Er dürfte identisch mit dem 1538 genannten Marx Lesch sein, der Vogt in Wetzlar und hessischer Oberst und Amtmann in Königsberg war. Marx Lesch war ein Freund des hessischen Landgrafen Philipp I. und Anhänger der Reformation. Er präsentierte in Rodheim die ersten evangelischen Pfarrer, nahm an den Bauernkriegen teil und wurde 1525 nach der Eroberung Fuldas dort Amtmann. 1534 beteiligte er sich an dem Kampf in Württemberg gegen den Schwäbischen Bund. Nach der siegreichen Schlacht bei Laufen wurde Marx Lesch Obervogt von Wetzlar und Amtmann in Königsberg. 1541 konnte er für 5000 Gulden Schloss und Dorf Königsberg vom Landgrafen Philipp von Hessen als Lehen erwerben. Er war zweimal verheiratet und hinterließ bei seinem Tod 1573 elf Kinder.
Vor allem durch die Verschwendungssucht des ältesten Sohnes schmolz das einst reiche Erbe zusammen.
Der zweite Sohn, Hans Philipp war von 1599 bis 1601 Großprior des Johanniterordens und als solcher Fürst von Heitersheim.
In den folgenden Jahrhunderten gelang es den Leschen nicht mehr, die einstige Bedeutung wiederzuerlangen. 1779 verkauften Friedrich August und Georg Moritz Lesch von Mühlheim ihre in Krofdorf und Gleiberg gelegenen Güter der Nassau-Saarbrückischen Hofkammer.
Der letzte Lehensträger der Familie, Karl Eduard Lesch, verkaufte 1843 den Rest des ererbten Familienbesitzes in Krofdorf an den Wetzlarer Landrat von Sparre. Mit ihm erlosch die Familie Lesch von Mulenheim.

## Wappen
Das Wappen zeigt in Silber drei deichselförmig zusammengestellte rote rund ausgeschnittene Seeblätter. Auf dem Helm mit rot-silbernen Decken ein wie der Schild bezeichneter offener Flug.